# Mirosław Najdenow
Mirosław Christofow Najdenow, bułg. Мирослав Христофоров Найденов (ur. 14 grudnia 1968 we Wracy) – bułgarski lekarz weterynarii, urzędnik i polityk, deputowany do Zgromadzenia Narodowego 41. kadencji, minister rolnictwa w rządzie Bojka Borisowa (2009–2013).

## Życiorys
Z wykształcenia lekarz weterynarii, ukończył studia w instytucie medycyny weterynaryjnej i zootechniki w Starej Zagorze. Prowadził praktykę weterynaryjną, pracował również w administracji publicznej. W latach 2002–2004 był dyrektorem oddziału służby weterynaryjnej we Wracy, a od 2004 do 2006 sekretarzem generalnym państwowej służby weterynaryjnej w Sofii. Następnie przez trzy lata pełnił obowiązki dyrektora przedsiębiorstwa Ekorawnowesie. Pełnił funkcję wiceprezesa bułgarskiej izby weterynaryjnej.
Zaangażował się w działalność polityczną w ramach partii GERB. Z jej ramienia wystartował w wyborach parlamentarnych w 2009, w których jego partia zajęła pierwsze miejsce. Mirosław Najdenow uzyskał wówczas mandat posła do Zgromadzenia Narodowego. W nowym rządzie Bojka Borisowa funkcję ministra rolnictwa miała objąć Desisława Tanewa, która odmówiła przyjęcia nominacji wkrótce przed zaprzysiężeniem gabinetu. Stanowisko to powierzono wówczas Mirosławowi Najdenowowi, który rozpoczął urzędowanie w lipcu 2009. Resortem tym kierował do marca 2013.
Po odejściu z partii GERB został liderem ugrupowania BASTA. Od 2016 pełnił funkcję prezesa organizacji pracodawców SSI.